# ليليان كوتن
ليليان كوتن (بالإنجليزية: Lillian Cotton)‏ هي رسامة أمريكية، ولدت في 1892، وتوفيت في 1962.